# Third
Third (1970) es un álbum doble de la banda británica de rock Soft Machine, en el que cada lado del vinilo original consiste en una composición larga individual. Su música explora el emergente jazz fusion del tipo presentado en Bitches Brew de Miles Davis, que había sido lanzado apenas dos meses antes.

## Historia
Entre la grabación de Volume Two y este álbum pasó poco más de un año. En este período Soft Machine estuvo intentando evolucionar.
Entre mayo y septiembre de 1969, el saxofonista Brian Hopper (hermano del bajista Hugh e invitado en Volume Two) se les unió en estudio y en vivo, sin llegar a ser un miembro oficial. Con él grabaron la banda sonora experimental Spaced.
En junio graban para la BBC "Moon In June" (Wyatt), "Facelift" (H. Hopper) y “Mousetrap/Backwards/Mousetrap reprise” (H. Hopper). Estas dos últimas piezas, extensos y complejos instrumentales marcan el punto de no retorno para el grupo. Así como el "nuevo" Soft Machine había nacido con "Esther’s Nose Job" en Volume Two, "Moon In June" terminaría siendo el fin de la era psicodélica y el último tema no-instrumental de Soft Machine.
En octubre, Brian Hopper es reemplazado por la sección de vientos de Keith Tippett: Elton Dean, Lyn Dobson, Nick Evans y Mark Charig. Esta formación apenas duró algunas semanas por la dificultad de mantener económicamente a siete músicos. Fueron un quinteto por un par de meses, con Dobson y Dean, siendo este último el que permaneció como el cuarto integrante oficial.
Para abril de 1970 "Moon In June" se había eliminado del repertorio en vivo, y los aportes vocales de su autor (Robert Wyatt) iban bajando cada vez más. Esta tensión se dio también en el estudio, donde Wyatt tuvo que grabar todos los instrumentos y producir la canción el mismo. Ratledge y Hopper solo aparecen brevemente e incluso Dean se negó a participar en el tema.
Third indiscutiblemente marcó un antes y un después para Soft Machine. Es su álbum más aclamado, así como el que dividió a los seguidores del rock psicodélico con los del jazz fusion y rock progresivo de la banda.

## Lista de canciones

### Disco 1: LP original
1. «Facelift» (Hugh Hopper) – 18:45
2. «Slightly All The Time» (Mike Ratledge) – 18:12
Incluye: «Noisette» (Hopper), «Backwards» (Ratledge) y "Noisette Reprise" (Hopper)
3. «Moon In June» (Robert Wyatt) – 19:08
4. «Out-Bloody-Rageous» (Ratledge) – 19:10

### Disco 2:Live At The Proms 1970
1. «Out-Bloody-Rageous» (Ratledge) – 11:54
2. «Facelift» (Hopper) – 11:22
3. «Esther's Nose Job» – 15:39
  1. «Pig» (Ratledge)
  2. «Orange Skin Food» (Ratledge)
  3. «A Door Opens and Closes» (Ratledge)
  4. «Pigling Bland» (Ratledge)
  5. "10:30 Returns to the Bedroom» (Ratledge / Hopper / Wyatt)

## Reedición de 2007
En 2007 el álbum fue reeditado en CD por Sony BMG con un segundo disco que comprende un álbum en vivo completo, Live at the Proms 1970, que había sido lanzado anteriormente por una pequeña compañía independiente llamada Reckless Records en 1988. Este álbum fue grabado en BBC Proms en el Royal Albert Hall, en Westminster, Londres, para la BBC Radio Three en 13 de agosto de 1970. La actuación de la banda, con apertura de la BBC Symphony Orchestra, fue la primera vez que una banda de música popular tocó en un festival clásico.

## Personal
- Mike Ratledge – Hohner Pianet, órgano Lowrey, piano, órgano Hammond (2)
- Hugh Hopper – bajo
- Robert Wyatt – batería, voz, y (sin acreditar) órgano Hammond, Hohner Pianet, piano, bajo, Mellotron (3)
- Elton Dean – saxofón alto, saxello (excepto 3)

Personal adicional
- Lyn Dobson – saxofón soprano, flauta (1)
- Jimmy Hastings – flauta, clarinete bajo (2,4)
- Rab Spall – violín (3)
- Nick Evans – trombón (2,4)